# Трамвай у Ла-Шо-де-Фон
Трамвай у Ла-Шо-де-Фон (фр. Anciens tramways de La Chaux-de-Fonds) — ліквідована трамвайна мережа у швейцарському місті Ла-Шо-де-Фон, що діяла у 1897—1950 роках.

## Історія
Трамвайний рух у Ла-Шо-де-Фон було введено в експлуатацію 1 січня 1897 року за маршрутом Usine à gaz — Métropole — Cul-de-sac біля  залізничного вокзалу. Загальна довжина електрифікованої трамвайної мережі становила 1,4 км, ширина колії — 1000 мм. Пізніше були відкриті лінії:
| Дата відкриття | Лінії                                           |
| -------------- | ----------------------------------------------- |
| 1 липня 1898   | Place au Marché — Charrière, Metropol — Abeille |
| 12 грудня 1899 | Charrière — Collège, Uisine à gaz — Dépôt       |

Наприкінці 1890-х років було побудовано нове трамвайне депо з чотирма коліями, майстернями та офісами.
24 вересня 1912 року введено в експлуатацію лвнію Stand-Bel Air.
1915 року були введені в експлуатацію причепні вагони.
24 листопада 1924 року відкриті ще дві лінії:
| Лінії                      | Протяжність, км |
| -------------------------- | --------------- |
| Abeille — Succès           | 0,3             |
| Métropole — Grands Moulins | 0,684           |

У 1928 році була введена нумерація маршрутів. 27 листопада 1937 року Ла-Шо-де-Фоні була побудована остання трамвайна лінія Charrière — Parc des Sports. Трамвайна мережа досягла максимальної довжини 5,3 км.
21 грудня 1949 року ліквідована перша дільниця трамвайної лінії Casino — Bel Air (завдовжки 1,3 км). Останні лінії були ліквідовані 15 червня 1950 року — Charrière, Usine à gas — Succès, Grand Moulin. У 1951 році трамвайне депо було продано.

## Рухомий склад
Рухомий склад складався з 10 трамвайних вагонів, які були пофарбовані у жовто-коричневих кольорах.